# Program Clock Reference
Program Clock Reference (PCR) är en tidsstämpel som återfinns i mediaströmmar för tidssynkronisering mellan server och klienter. Synkroniseringen säkerställer att klientens databuffrar bibehåller en tillfredsställande fyllnadsgrad, utan att flöda över eller helt tömmas.